# Morwa

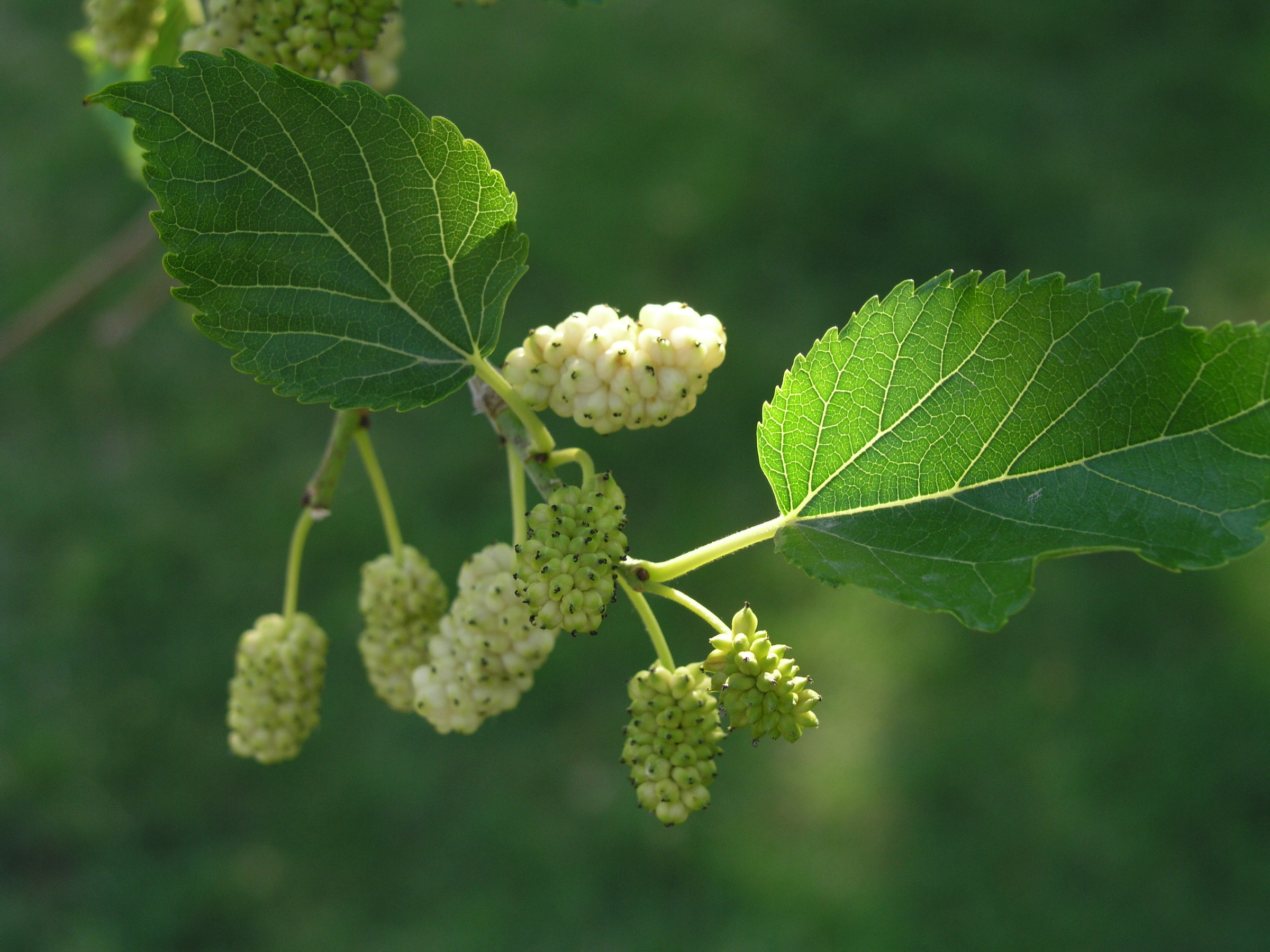
Owoce morwy białej Morus alba

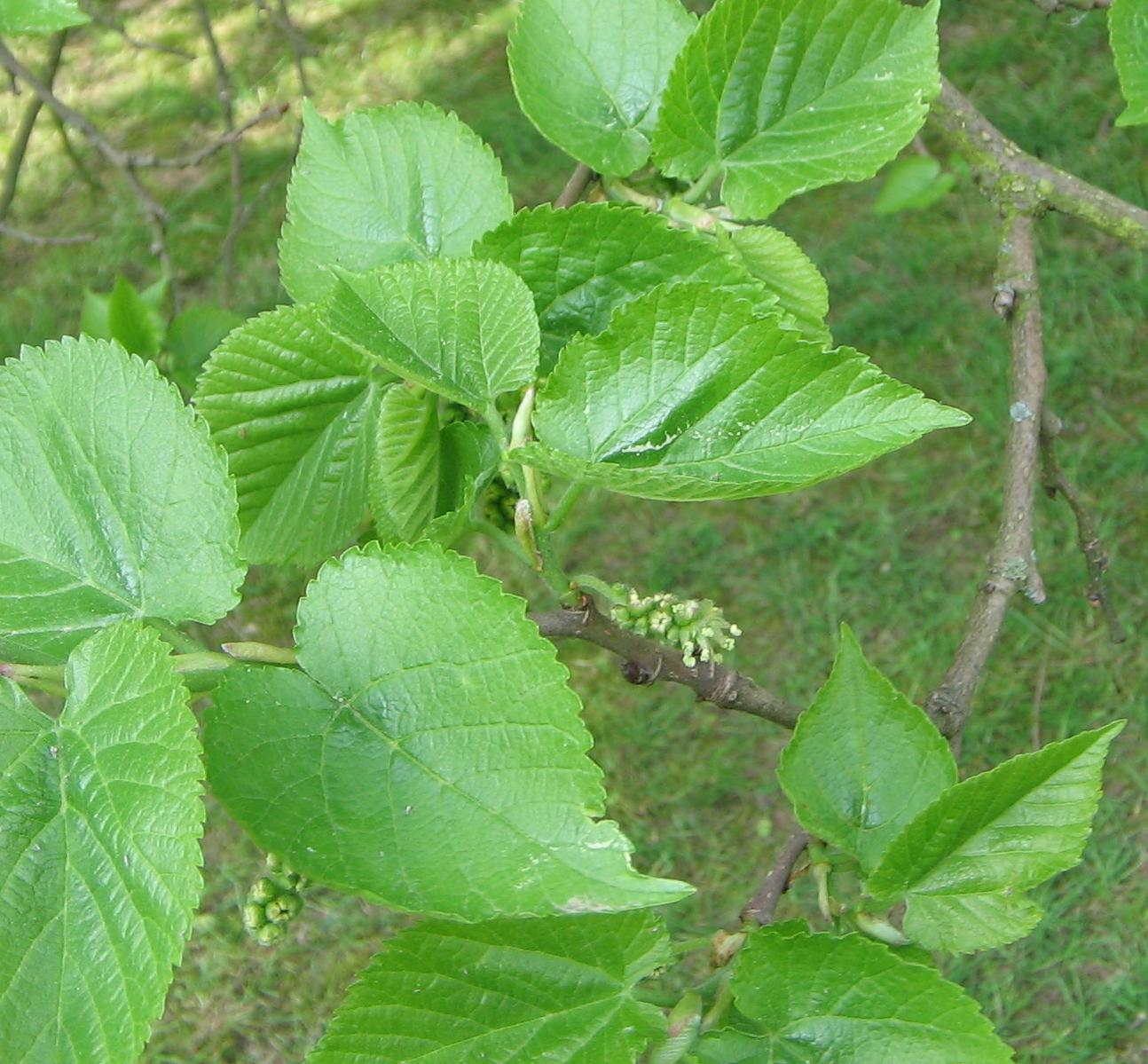
Liście i kwiatostan męski morwy czarnej Morus nigra

Morwa (Morus L.) – rodzaj dużych krzewów lub niewielkich drzew liściastych z rodziny morwowatych (Moraceae). Obejmuje 13–19 gatunków. Centrum zróżnicowania rodzaju jest w Azji Wschodniej – w Chinach rośnie 10 gatunków rodzimych, z czego 5 jest endemitami tego kraju. Poza tym morwy rosną w południowej Azji (od Iranu po Indonezję), w Afryce w strefie międzyzwrotnikowej (w tropikach ograniczając się do obszarów górskich), we wschodniej i południowej części Ameryki Północnej oraz w zachodniej Ameryce Południowej (od Wenezueli po północno-zachodnią Argentynę. Jako rośliny introdukowane i zdziczałe rosną na różnych obszarach, zwłaszcza szeroko rozprzestrzeniona jest morwa biała Morus alba, uprawiana i dziczejąca także w Polsce (błędnie wymieniane były także morwa czarna M. nigra i morwa czerwona M. rubra – mylone często z odmianami morwy białej o ciemno zabarwionych owocach). 
Morwy uprawiane są jako drzewa ozdobne, dostarczające jadalnych owoców, rośliny pokarmowe jedwabnika morwowego, lecznicze, dostarczające drewna i surowca do wyrobu papieru.

## Morfologia
PokrójOkazałe krzewy i drzewa osiągające do 20 metrów wysokości, zawierające sok mleczny.
LiścieOpadające na zimę, skrętoległe, wsparte odpadającymi przylistkami. Blaszki od całobrzegich, poprzez ząbkowane do nieregularnie klapowanych. Od nasady blaszki wychodzi 3–5 głównych żyłek przewodzących, od których boczne odchodzą ułożone już pierzasto.
KwiatyRośliny jedno- lub dwupienne. Kwiaty drobne, niepozorne, kwiaty męskie zebrane w zwisające kłosy (z czterodziałkowym okwiatem i czterema pręcikami), kwiaty żeńskie zebrane w jajowate do główkowatych kwiatostany (kwiaty z czterokrotnym okwiatem i jednym słupkiem zwieńczonym dwudzielnym znamieniem).
OwoceDrobne niełupki otoczone zmięśniałymi listkami okwiatu, które zrastając się tworzą owalne owocostany. Kolor owocu złożonego zależny od gatunku i może być biały, czerwony, purpurowy do prawie czarnego.

## Systematyka
Pozycja systematyczna według APweb (2001...)
Rodzaj należący do plemienia Moreae, rodziny morwowatych (Moraceae Link), która wraz z siostrzanym kladem pokrzywowatymi należy do kladu różowych w obrębie okrytonasiennych.
Wykaz gatunków
- Morus alba L. – morwa biała
- Morus boninensis Koidz.
- Morus cathayana Hemsl.
- Morus celtidifolia Kunth
- Morus indica L.
- Morus insignis Bureau
- Morus koordersiana J.-F.Leroy
- Morus liboensis S.S.Chang
- Morus macroura Miq.
- Morus mesozygia Stapf
- Morus microphylla Buckley
- Morus miyabeana Hotta
- Morus mongolica (Bureau) C.K.Schneid.
- Morus nigra L. – morwa czarna
- Morus notabilis C.K.Schneid.
- Morus rubra L. – morwa czerwona
- Morus serrata Roxb.
- Morus trilobata (S.S.Chang) Z.Y.Cao
- Morus wittiorum Hand.-Mazz.